# Katalin Karikó

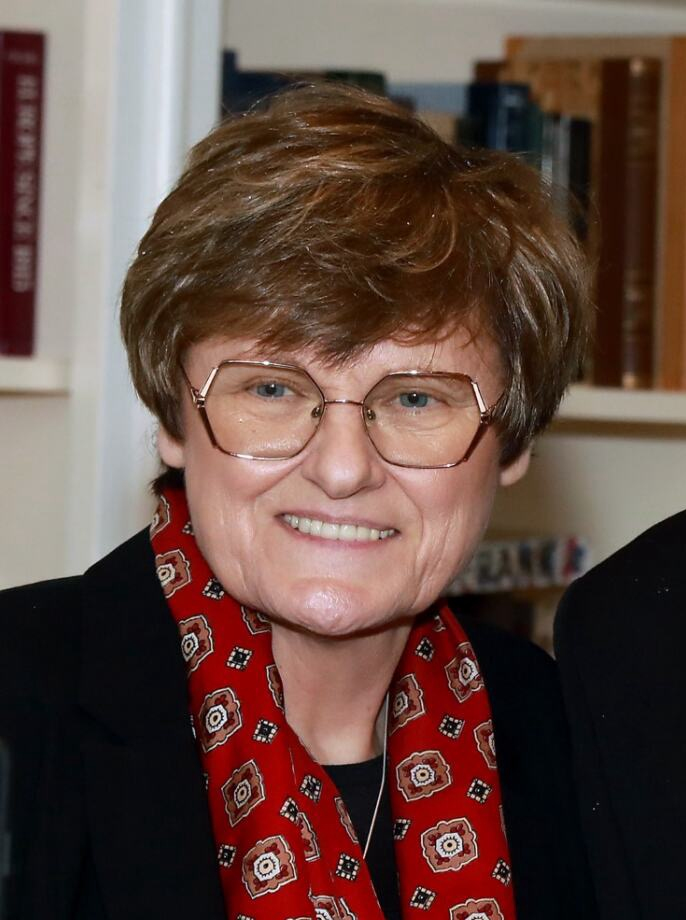
Katalin Karikó (2023)

Katalin Karikó (geboren 17. Januar 1955 in Szolnok) ist eine ungarisch-US-amerikanische Biochemikerin. Der Schwerpunkt ihrer Forschung liegt auf der RNA-vermittelten Immunaktivierung. Gemeinsam mit dem amerikanischen Immunologen Drew Weissman entdeckte sie, wie durch Nukleosid-Modifikation die Immunogenität von RNA zu unterdrücken sei. Diese Methode ermöglicht die therapeutische Nutzung von mRNA und bildete die Grundlage für die Entwicklung mRNA-basierter COVID-19-Impfstoffe (RNA-Impfstoff). 2023 erhielten Karikó und Weissman den Nobelpreis für Physiologie oder Medizin.

## Leben
Katalin Karikó wurde als Tochter einer Buchhalterin und eines Metzgers geboren. Nachdem sie das Gymnasium in Kisújszállás abgeschlossen hatte, begann sie 1973 ein Biologiestudium an der Universität Szeged, das sie 1978 abschloss. An derselben Universität erwarb sie 1982 einen Doktortitel in Biochemie. Bereits während ihrer Zeit in Szeged arbeitete sie an der Synthese von RNA.
Sie setzte ihre Postdoc-Forschung am Institut für Biochemie des Biologischen Forschungszentrums der Ungarischen Akademie der Wissenschaften fort. 1978 wurde sie als Informantin von der ungarischen Geheimpolizei rekrutiert, wozu sie nach eigenen Angaben erpresst wurde, indem ihr Auswirkungen auf ihre Karriere oder Repressalien gegen ihren Vater angedroht wurden. Sie habe aber niemals einen Bericht für den Staatssicherheitsdienst verfasst. 1985 verlor ihr Labor seine Finanzierung und Karikó verließ Ungarn mit ihrem Mann und ihrer zweijährigen Tochter in Richtung USA. Bei der Einwanderung in die USA schmuggelten sie 900 Pfund in einem Teddybär ein, Geld, das sie durch den Verkauf ihres Autos und den Kauf von britischen Pfund auf dem Schwarzmarkt erhalten hatten.
Karikó folgte einer Einladung an die Temple University in Philadelphia, wo sie drei Jahre lang arbeitete, anschließend wechselte sie an die University of Health Science, Bethesda, bevor sie ab 1989 an der Medizinischen Fakultät der University of Pennsylvania arbeitete. 1998 traf sie den Immunologen Drew Weissman, Professor an der University of Pennsylvania, mit dem sie danach an der Entwicklung von Medikamenten auf mRNA-Basis forschte. Die beiden gründeten ein Unternehmen, das Karikó als Geschäftsführerin leitete. Eine konkrete Medikamentenentwicklung scheiterte, das von den beiden erlangte Patent auf die Technologie wurde von der Universität verkauft. Karikós Stelle als Assistant Professor wurde von der Universität nicht verlängert, weil es ihr nicht gelang Drittmittel für ihre Forschung einzuwerben. Sie wurde auf eine befristete Postdoc-Stelle zurückgestuft, konnte aber in ihrem Labor noch weiterarbeiten. In dieser Zeit wurde bei Karikó ein Tumor festgestellt, der als bösartig eingestuft wurde. Die Ärzte suchten nach Metastasen, ohne welche zu finden. Karikó musste sich einer Operation unterziehen, bei der sich herausstellte, dass der Tumor doch nicht bösartig war.
Trotz dieser Rückschläge blieb Karikó der RNA-Forschung treu. Es gelang ihr schließlich, die viralen RNA-Moleküle so zu modifizieren, dass die Immunabwehr menschlicher Zellen sie nicht mehr zerstört. Die Ergebnisse publizierte Karikó gemeinsam mit Weissman. Derrick Rossi von der Harvard University griff die Technologie auf und entwickelte sie weiter. 2010 gründete Rossi mit Kollegen die Firma Moderna. Kurz vor Weihnachten 2012 wurde Karikó von der Universität Pennsylvania entlassen. „Sie sagten mir, ich sei nutzlos für die Universität, man benötige mein Labor für anderes. Also habe ich mich wieder auf Arbeitssuche begeben, auch in Deutschland, und so traf ich Özlem Türeci und Uğur Şahin.“ Die Gründer der Firma Biontech boten ihr eine Stelle an. Seit 2013 war Karikó Senior Vice President bei Biontech, eine Position, die sie Ende September 2022 aufgab. Seitdem ist sie Professorin an der Universität Szeged. Parallel dazu ist Karikó Adjunct Associate Professor of Neurosurgery an der University of Pennsylvania.
Katalin Karikó ist verheiratet mit dem Ingenieur Béla Francia. Ihre Tochter Susan Francia ist zweifache Olympiasiegerin und war mehrfache Weltmeisterin im Rudern.
2023 veröffentlichte Karikó ihre Memoiren, die 2024 auch in deutscher Übersetzung erschienen.

## Forschung
Karikó trug in langjähriger Arbeit zur Entwicklung der modRNA-Technologien bei, die die Grundlage für Impfstoffe gegen COVID-19 und für Medikamente gegen Krebs, Schlaganfälle oder Mukoviszidose bilden. Kariko und Kollegen verwendeten die Methode der Transfektion und verpackten die empfindlichen mRNA-Moleküle in Liposomen. Solche winzigen Nanopartikel kann man Tieren und Menschen injizieren, ohne eine gefährliche Immunreaktion auszulösen.
Der entscheidende Durchbruch gelang durch den Ersatz der ursprünglichen Uridin-Moleküle in den mRNAs durch Pseudouridin, wodurch Nukleosid-modifizierte mRNA entsteht. So werden im Geimpften mehr Proteine (als Antigene) gebildet. Mittels der geimpften mRNA soll der behandelte Mensch das entsprechende Protein als Antigen zur eigenen Immunisierung beispielsweise gegen SARS-CoV-2 herstellen. Die Übersetzung der mRNA in ein Protein wird als Translation bezeichnet. Die Translation ließ sich deutlich steigern, indem die mRNA vorne eine verbesserte 5′-Cap-Struktur und hinten, am 3'-Ende, eine besonders lange poly-A-Sequenz erhielt. Derart in vitro transkribierte mRNAs bilden eine neue Klasse von Medikamenten, welche die Rolle in der Gentherapie spielen könnten, die einst der DNA zugedacht war.
In Budapest existiert seit 2021 ein Wandbild zu ihren Ehren, ebenso in Valencia.
2023 erhielt sie gemeinsam mit Drew Weissman den Nobelpreis für Physiologie oder Medizin. Geehrt wurden sie für ihre Entdeckungen zu Nukleosidbasenmodifikationen, die die Entwicklung wirksamer mRNA-Impfstoffe gegen COVID-19 ermöglichten. Im April 2024 teilte sie mit, dass sie ihr Preisgeld in Höhe von rund einer halben Million Euro ihrer Alma Mater, der Universität Szeged, spenden werde.

## Ehrungen und Auszeichnungen
- 2009: Ehrenbürgerin von Kisújszállás
- 2020: (Hungarian) Public Media Person of the Year Award[24]
- 2021: Ehrenbürgerin von Csongrád-Csanád
- 2021: Ehrenbürgerin von Szeged[25][26]
- 2021: Rosenstiel Award[27] mit Drew Weissman[28]
- 2021: Széchenyi-Preis[29]
- 2021: Wilhelm-Exner-Medaille[30][31]
- 2021: Building the Foundation Award[32]
- 2021: Prinzessin-von-Asturien-Preis in der Kategorie „Wissenschaftliche Forschung“[33]
- 2021: Reichstein-Medaille der Schweizerischen Akademie der Pharmazeutischen Wissenschaften[34]
- 2021: Great Immigrant Award[35][36]
- 2021: Louisa-Gross-Horwitz-Preis[37]
- 2021: Albany Medical Center Prize
- 2021: Theodor-Boveri-Vorlesung 2021[38]
- 2021: Semmelweis-Preis[39]
- 2021: Keio Medical Science Prize
- 2021: Lasker~DeBakey Clinical Medical Research Award[40]
- 2021: Dr. Paul Janssen Award for Biomedical Research
- 2021: Grande médaille de l’Académie des sciences[41]
- 2021: Glamour Woman of the Year[42]
- 2021: The New York Academy of Medicine Annual Award[43]
- 2021: William B. Coley Award
- 2021: Prince Mahidol Award
- 2021: Deutscher Zukunftspreis
- 2021: Benennung eines Asteroiden nach ihr: (166028) Karikókatalin[44]
- 2021: Bolyai-Preis[45]
- 2021: Time Heroes of the Year (neben Drew Weissman, Kizzmekia Corbett und Barney Graham)[46]
- 2021: Golden Plate Award[47]
- 2021: BBVA Foundation Frontiers of Knowledge Award in Biomedizin[48]
- 2021: Meyenburg-Preis
- 2021: 100 People Transforming Business[49]
- 2021: Golden Goose Award[50]
- 2021: Fellowship der American Association for the Advancement of Science[51]
- 2021: BIAL Award für Biomedizin mit Co-Autoren[52]
- 2021: Bill Foege Global Health Award[53]
- 2021: Debrecen-Preis für Molekularmedizin[54]
- 2021: Time100 Times Magazine 100 Most Influential People of the Year[55]
- 2021: Prima Preis[56]
- 2021: Forbes’ 50 over 50[57]
- 2021: Hawking Fellow der Cambridge Union Society[58]
- 2021: Harvey-Preis[59][60]
- 2022: Breakthrough Prize in Life Sciences
- 2022: Paul-Ehrlich-und-Ludwig-Darmstaedter-Preis[61]
- 2022: Pearl Meister Greengard Prize
- 2022: UNESCO-L’Oréal-Preis
- 2022: Louis-Jeantet-Preis
- 2022: Benjamin Franklin Medal
- 2022: Helmholtz-Medaille
- 2022: VinFuture Gran Prize[62]
- 2022: Science for the Future Solvay Prize[63]
- 2022: Jessie Stevenson Kovalenko Medal
- 2022: Japan-Preis[64]
- 2022: Werner-von-Siemens-Ring[65]
- 2022: IVI – SK bioscience Park MahnHoon Award[66]
- 2022: Canada Gairdner International Award
- 2022: Novo Nordisk Prize[67]
- 2022: Ross Prize der Feinstein Institutes[68]
- 2022: Vilcek Prize for Excellence[69]
- 2022: Warren Alpert Foundation Prize
- 2022: Tang Prize für biopharmazeutische Forschung
- 2022: Europäischer Erfinderpreis (Lebenswerk)[70]
- 2022: Deutscher Immunologie-Preis[71]
- 2022: Harold Berger Award[72]
- 2022: Beacon Award der University of Pennsylvania[73]
- 2022: Peter Speiser Award des Paul Scherrer Institut[74]
- 2022: Stanford University Lifetime Achievement Award[75]
- 2022: Emilia Chiancone Medaille der Accademia Nazionale delle Scienze[76]
- 2022: Mohammed bin Rashid Al Maktoum Knowledge Award[77]
- 2023: Aufnahme in die National Inventors Hall of Fame
- 2023: Dawson Prize in Genetics des Trinity College Dublin[78]
- 2023: Cameron Prize University of Edinburgh[79]
- 2023: Nobelpreis für Physiologie oder Medizin
- 2023: Nierenberg Prize[80]
- 2024: Paul-Karrer-Vorlesung und -Medaille
- 2024: Aufnahme in die Liste Time 100 Health[81]
- 2024: Global Health Award des Generaldirektors der WHO[82]
- 15 Ehrendoktorwürden der Universität Szeged (2021)[83], Duke University (2021)[84], Università Humanitas di Milano (2021)[85], Université libre de Bruxelles (2022)[86], Universität Genf (2022)[87], Eötvös-Loránd-Universität (2022)[88], Radboud-Universität Nijmegen (2022)[89], Rockefeller University (2022)[90], Universität Tel Aviv (2022)[91], Yale University (2022)[92], University College Cork (2023)[93], Harvard University (2023)[94], Brandeis University (2023)[95], Chinesische Universität Hongkong (2023)[96], Medizinische Universität Wien[97]

## Mitgliedschaften
- 2020: Mitglied der Academia Europaea[98]
- 2021: Mitglied der Académie des sciences de l’Institut de France[99]
- 2022: Mitglied der American Academy of Arts and Sciences
- 2022: Ehrenmitglied der Ungarischen Akademie der Wissenschaften[100]
- 2022: Aufnahme als Mitglied der Sektion Humangenetik und Molekulare Medizin in die Nationale Akademie der Wissenschaften Leopoldina[101]
- 2022: Mitglied der National Academy of Medicine[102]
- 2023: Mitglied der European Molecular Biology Organization
- 2024: ordentliches Mitglied der Päpstlichen Akademie für das Leben[103]
- 2024: Mitglied der American Philosophical Society
- 2025: Mitglied der National Academy of Engineering
- 2025: Mitglied der National Academy of Sciences

## Schriften (Auswahl)
- B. R. Anderson, H. Muramatsu, S. R. Nallagatla, P. C. Bevilacqua, L. H. Sansing, D. Weissman, K. Karikó: Incorporation of pseudouridine into mRNA enhances translation by diminishing PKR activation. In: Nucleic Acids Research. Band 38, Ausgabe 17, September 2010, S. 5884–5892.
- K. Karikó, H. Muramatsu, F. A. Welsh, J. Ludwig, H. Kato, S. Akira, D. Weissman: Incorporation of pseudouridine into mRNA yields superior nonimmunogenic vector with increased translational capacity and biological stability In: Molecular Therapy: The Journal of the American Society of Gene Therapy. Band 16, Ausgabe 11, November 2008, S. 1833–1840.
- K. Karikó, M. Buckstein, H. Ni, D. Weissman: Suppression of RNA recognition by Toll-like receptors: the impact of nucleoside modification and the evolutionary origin of RNA. In: Immunity. Band 23, Ausgabe 2, August 2005, S. 165–175.
- K. Karikó, D. Weissman, F. A. Welsh: Inhibition of toll-like receptor and cytokine signaling--a unifying theme in ischemic tolerance. In: Journal of Cerebral Blood Flow and Metabolism. Band 24, Ausgabe 11, November 2004, S. 1288–1304.
- K. Karikó, H. Ni, J. Capodici, M. Lamphier, D. Weissman: mRNA is an endogenous ligand for Toll-like receptor 3. In: The Journal of Biological Chemistry. Band 279, Ausgabe 13, März 2004, S. 12542–12550, doi:10.1074/jbc.M310175200.
- Katalin Karikó: Durchbruch: Mein Leben für die Forschung. 1.  Auflage. btb, München 2024, ISBN 978-3-442-76286-6 (amerikanisches Englisch: Breaking Through: My Life in Science. New York 2023. Übersetzt von Elisabeth Liebl).